# Comuna Bujoreni, Teleorman
Bujoreni (în trecut, Asan-Aga) este o comună în județul Teleorman, Muntenia, România, formată din satele Bujoreni (reședința), Dărvaș și Prunaru.

## Așezare
Comuna se află în partea de est a județului, în Câmpia Găvanu-Burdea, pe malul stâng al Câlniștei. Localitatea se găsește la 60 de km de București, pe E70, spre Alexandria chiar la intrarea în județul Teleorman.

## Istorie
La sfârșitul secolului al XIX-lea, comuna nu exista, satul Bujoreni, purta numele de Asan-Aga și la început, aparținea comunei Răsuceni, ce făcea parte, la acea vreme din județul Vlașca. Tot la acea vreme, pe teritoriul actual al comunei, figurează comuna Prunaru ce făcea parte din plasa Câlniștea a aceluiași județ, și era alcătuită din satele Carapancea și Prunaru, având o populație de 691 de locuitori. În comună funcționa o biserică și o școală mixtă frecventată de 57 de copii.
Anuarul Socec din 1925 consemnează alipirea satului Asan-Aga la comuna Prunaru. Comuna Prunaru făcea parte din aceiași plasă, având o populație de 2080 de locuitori (în satele Asan-Aga, Carapancea și Prunaru) În 1931, satul Asan-Aga se desparte de comuna Prunaru, formându-și comuna Asan-Aga, ce era de sine-stătătoare.
În anul 1950, comuna a trecut în administrația raionului Drăgănești-Vlașca al regiunii Teleorman, raion care, doi ani mai târziu, a fost inclus în regiunea București. În anul 1964, comuna Asan-Aga a primit numele de Bujoreni.
În anul 1968, comuna a trecut la județul Teleorman, căpătând actuala formă. Tot atunci, comuna Prunaru a fost desființată, iar satele ei au trecut la comuna Bujoreni.

## Demografie
Componența etnică a comunei Bujoreni
     Români (92,73%)
     Alte etnii (0%)
     Necunoscută (7,27%)
Componența confesională a comunei Bujoreni
     Ortodocși (91,02%)
     Alte religii (0,43%)
     Necunoscută (8,56%)
Conform recensământului efectuat în 2021, populația comunei Bujoreni se ridică la 935 de locuitori, în scădere față de recensământul anterior din 2011, când fuseseră înregistrați 1.092 de locuitori. Majoritatea locuitorilor sunt români (92,73%), iar pentru 7,27% nu se cunoaște apartenența etnică. Din punct de vedere confesional, majoritatea locuitorilor sunt ortodocși (91,02%), iar pentru 8,56% nu se cunoaște apartenența confesională.

## Politică și administrație
Comuna Bujoreni este administrată de un primar și un consiliu local compus din 9 consilieri. Primarul, Florentin Burcea[*], de la Partidul Social Democrat, este în funcție din 2012. Începând cu alegerile locale din 2024, consiliul local are următoarea componență pe partide politice:
|  | Partid                    | Consilieri | Componența Consiliului | Componența Consiliului | Componența Consiliului | Componența Consiliului | Componența Consiliului | Componența Consiliului | Componența Consiliului | Componența Consiliului |
|  | ------------------------- | ---------- | ---------------------- | ---------------------- | ---------------------- | ---------------------- | ---------------------- | ---------------------- | ---------------------- | ---------------------- |
|  | Partidul Social Democrat  | 8          |                        |                        |                        |                        |                        |                        |                        |                        |
|  | Partidul Național Liberal | 1          |                        |                        |                        |                        |                        |                        |                        |                        |